# Bruce Geller
Bruce Geller (* 13. Oktober 1930 in New York; † 21. Mai 1978 in Santa Barbara, Kalifornien) war ein US-amerikanischer Drehbuchautor, Filmproduzent und Filmregisseur.

## Leben
Geller schloss die Yale University mit einem Bachelor-Titel ab und begann seine Karriere als Autor von Drehbüchern unter anderem für das DuMont Television Network. 1961 trat er der US-amerikanischen Verwertungsgesellschaft ASCAP bei und komponierte mit Gene De Paul für die Off-Broadway-Musicals Living the Life und All in Love, denen jedoch nur geringer Erfolg beschieden war. Er zog daraufhin nach Hollywood, wo er Drehbücher für Serienfolgen unter anderem von Flash Gordon und Westlich von Santa Fe verfasste. Ab Mitte der 1960er Jahre arbeitete er auch als Ausführender Produzent an Tausend Meilen Staub. 1966 erschuf er die Fernsehserie Kobra, übernehmen Sie, für die er mit zwei Emmy-Awards ausgezeichnet wurde, und an der er auch als Produzent beteiligt war. Im Jahr darauf entwickelte er die Serie Mannix, für die er zweifach für den Emmy nominiert wurde. 1973 war er Regisseur und Produzent des Spielfilms Harry mit den langen Fingern mit James Coburn und Walter Pidgeon in den Hauptrollen.
Geller verunglückte am Morgen des 21. Mai 1978 tödlich beim Absturz seiner Cessna Skymaster in der Nähe von Santa Barbara.

## Filmografie (Auswahl)

### Als Drehbuchautor
- 1966: Kobra, übernehmen Sie
- 1967: Mannix
- 1973: Hunter
- 1976: Bronk

### Als Produzent
- 1966: Kobra, übernehmen Sie
- 1967: Mannix
- 1973: Hunter
- 1975: Bronk
- 1976: Mörderbienen greifen an

## Als Regisseur
- 1973: Harry mit den langen Fingern
- 1976: Mörderbienen greifen an

## Auszeichnungen
- 1967: Zwei Emmy-Awards für Kobra, übernehmen Sie
- 1969: Emmy-Nominierung für Kobra, übernehmen Sie
- 1972: Emmy-Nominierung für Mannix
- 1973: Emmy-Nominierung für Mannix